# Grésigny-Sainte-Reine
 Grésigny-Sainte-Reine  là một xã ở tỉnh Côte-d’Or trong vùng Bourgogne, phía đông nước Pháp. Xã Grésigny-Sainte-Reine nằm ở khu vực có độ cao trung bình 255 mét trên mực nước biển.